# Paul Motwani
Paul Motwani (ur. 13 czerwca 1962 w Glasgow) – szkocki szachista, arcymistrz.

## Kariera szachowa
Od końca lat 70. należy do ścisłej czołówki szkockich szachistów. W roku 1992 został pierwszym Szkotem, któremu Międzynarodowa Federacja Szachowa nadała tytuł arcymistrza. Pierwsze znaczące sukcesy odniósł w roku 1978, zdobywając tytuł mistrza świata kadetów (juniorów do lat 17) oraz triumfując po raz pierwszy w mistrzostwach Szkocji. W swojej kolekcji posiada jeszcze 6 złotych medali mistrzostw kraju, które zdobył w latach 1986, 1987, 1992, 1993, 2002 i 2003. W latach 1986–2004 dziewięciokrotnie wystąpił na szachowych olimpiadach, w tym 5 razy na I szachownicy. W roku 2003 podzielił II miejsce w mistrzostwach Wspólnoty Brytyjskiej.
Najwyższy ranking w karierze osiągnął 1 lipca 2004 r., z wynikiem 2552 punktów zajmował wówczas 2. miejsce (za Jonathanem Rowsonem) wśród szkockich szachistów.
Jest stałym współpracownikiem magazynu "The Scottish Chess", prowadzi również szachową kolumnę w dzienniku "The Scotsman". Napisał też kilka książek o tematyce szachowej.

## Publikacje
- Trends in English: e5, Londyn 1990, ISBN 1-871541-86-7
- H.O.T. Chess, Seattle 1997, ISBN 0-7134-7975-2
- C.O.O.L. Chess, Londyn 1997, ISBN 0-7134-7974-4
- S.T.A.R. Chess - Sterne des Schachimmels, Schwieberdingen 2002, ISBN 3-932192-13-X
- Chess Under the Microscope: Magnify Your Chess Strength!, Londyn 1999, ISBN 0-7134-8390-1
- The Most Instrucive Games of the Young Grandmasters, Londyn 1999, ISBN 1-85744-534-1